# Adalaria tschuktschica
Adalaria tschuktschica is een slakkensoort uit de familie van de Onchidorididae. De wetenschappelijke naam van de soort werd voor het eerst geldig gepubliceerd in 1885 door Krause.